# Euphorbia demissa
Euphorbia demissa ist eine Pflanzenart aus der Gattung Wolfsmilch (Euphorbia) in der Familie der Wolfsmilchgewächse (Euphorbiaceae).

## Beschreibung
Die sukkulente Euphorbia demissa wächst als kleiner Strauch mit dicht stehenden Trieben und besitzt verholzte Wurzeln. Die bis 15 Zentimeter langen einfachen Triebe sind aufrecht bis niederliegend, vierkantig und bis 1 Zentimeter dick. An den scharfen Kanten sind im Abstand von 6,5 Millimeter flache Zähne angeordnet. Die verkehrt eiförmigen Dornschildchen stehen einzeln und werden 4,5 Millimeter lang und 2 Millimeter breit. Die Dornen und die Nebenblattdornen werden bis 3 Millimeter lang.
Der Blütenstand besteht aus einzelnen und einfachen, gelb gefärbten Cymen. Der Blütenstandstiel wird bis 1,5 Millimeter lang. Die Cyathien erreichen 5 Millimeter im Durchmesser. Die länglichen Nektardrüsen stoßen aneinander. Die stumpf gelappte Frucht ist nahezu sitzend und wird 2,5 Millimeter breit und 3,5 Millimeter lang. Sie beinhaltet den eiförmigen Samen, der etwa 2 Millimeter breit und 1,5 Millimeter lang wird.

## Verbreitung und Systematik
Euphorbia demissa ist in Angola in der Provinz Benguela auf Felsrippen mit anderer sukkulenter Vegetation verbreitet.
Die Erstbeschreibung der Art erfolgte 1976 durch Leslie Charles Leach.